# Equalize
"Equalize" é o quarto single do álbum de estúdio Admirável Chip Novo (2003), da cantora brasileira de rock Pitty. Foi o single do álbum que teve maior sucesso e também uma das canções mais conhecidas do repertório da cantora. A música ficou em 1° lugar na lista das 50 músicas mais pedidas em todo o ano de 2004 da rádio Jovem pan. Em 2012, foi trilha sonora da telenovela Corações Feridos, do SBT.

## Videoclipe
No videoclipe da canção, dirigido pelo Caíto Ortiz e a Doca Corbett, apenas Pitty aparece. Ela está numa casa, sozinha, fazendo várias coisas, até mesmo mostra ela usando o banheiro e com a porta aberta. Durante o refrão ela fica rodopiando com uma saia grande, tipo de princesa. Algumas cenas foram computadorizadas, como o próprio rodopio da Pitty, pétalas de flores se espalhando pelo chão e livros se mexendo na estante.
Segundo a própria cantora, a ideia principal do videoclipe é a de retratar o acontecimento na vida de uma garota, que tem desejos, temores, tesão - e ela começa ouvir a música (que é Equalize) e ela começa a viajar nela mesma.

## Prêmios e indicações
| Ano  | Prêmio                 | Categoria                     | Resultado |
| ---- | ---------------------- | ----------------------------- | --------- |
| 2004 | MTV Video Music Brasil | Videoclipe do Ano             | Indicado  |
| 2004 | MTV Video Music Brasil | Videoclipe de Rock            | Venceu    |
| 2004 | MTV Video Music Brasil | Direção de Arte em Videoclipe | Indicado  |
| 2004 | MTV Video Music Brasil | Fotografia em Videoclipe      | Indicado  |
| 2004 | Troféu Rádio Rock      | Melhor Música Nacional        | Venceu    |
| 2005 | Prêmio Multishow       | Melhor Música                 | Indicado  |
| 2005 | Troféu Imprensa        | Melhor Música                 | Indicado  |